# EAS航空4226便墜落事故
EAS航空4226便墜落事故（EASこうくう4226びんついらくじこ）は、2002年5月4日に発生した航空事故である。マラム・アミヌ・カノ国際空港発ムルタラ・モハンマド国際空港行きだったEAS航空4226便（BAC 1-11-525FT）が離陸する際にエンジンが故障し、空港付近の住宅街に墜落した。乗員乗客77人中71人と地上の78人が死亡し、地上の5人を含む11人が負傷した。
この事故以前に事故機は二度に渡り、エンジンの問題により運航から外されていた。2001年に11日間、2002年に52日間の間エンジンのメンテナンスが行われており、この事故を起こす僅か10時間前にもエンジンを交換していた。
4226便の事故は、BAC 1-11に関する事故のうち最も死者数が最多ものとなった。また、EAS航空が起こした事故の唯一の事故であり、ナイジェリア国内で発生したじことしては4番目に死者数が多い。調査を行ったナイジェリア当局は、最終的に事故原因はパイロットエラーであるとした。

## 飛行の詳細

### 事故機
事故機のBAC 1-11-525FT（5N-ESF）は、1980年に初飛行を行っており、同年11月にタロム航空へ納入された。その後、イネックス・アドリア航空やライアンエアーで運用された後、2001年にEAS航空へ売却された。

### 乗員乗客
当初、搭乗者は105人だと報告されていたが、実際には77人が搭乗していた。うち17人の乗客はカノで搭乗していた。また、乗客のほとんどはナイジェリア人で、1人がレバノン人だった。数人の搭乗者が現場から救助された。しかし、救助されたうちの1人が事故の翌日に死亡した。最終的に事故を生き延びたのは1人の客室乗務員と乗客5人だった。生存者は全員火傷を負った。
犠牲者には結婚式へ向かうため搭乗していたナイジェリアのスポーツ大臣が含まれていた。また、3人のカトリック系の神父やジョスのナイジェリア電力ホールディングの社員も含まれていた。
コックピットには機長と副操縦士、航空機関士2人が搭乗していた。機長の総飛行時間14,000時間以上だった。乗員のうち事故を生き延びたのは客室乗務員1人だけだった。

## 事故の経緯
4226便には乗員8人と乗客69人が搭乗していた。コックピットクルーは機長と副操縦士1人ずつと航空機関士2人で、客室乗務員は4人だった。4226便は、現地時間13時32分にカノ国際空港を離陸した。その直後、機体は左右に揺れた。機長は管制官にエンジン故障を報告した。離陸から3分後、4226便はグワマジャのウンワルマヤ地区に墜落した。
機体は学校と2つのモスク等に衝突しながら墜落した。墜落現場の建物はほとんどが倒壊した。墜落時、モスクでは礼拝が行われていた。目撃者は、地上の生存者は泣き叫んでおり、残骸から負傷者を捜索する人も居たと証言した。消防士が現場に駆けつけたが、放水設備が無かったため、消火活動が行えなかった。
搭乗者のうち、事故を生き延びたのは4人だった。うち1人の生存者は額から骨が突き出た状態だった。墜落現場からは26体の遺体が回収された。当局は犠牲者や行方不明者の情報提供を求めた。ボランティアはナイジェリアの新聞社に対して残骸に3人の生徒が閉じ込められたと話した。現場には兵士と警察官が派遣された。
救助隊はその後、70体以上の遺体を回収した。当局は遺体の数が多く、遺体安置所に全ての遺体を収容できなくなったと述べた。そのため、収容不能の遺体はアミヌ・カノ大学病院に収容された。

### 政府の対応
ナイジェリアのオルシェグン・オバサンジョ大統領はアフリカ南部への訪問予定を短縮し、事故調査の即時開始を命じた。大統領は、全ての国旗を半旗にすると述べた。アド・バイェロとカノの州知事は事故現場を訪れ、犠牲者の追悼を行った。
また、当局はナイジェリア国内のBAC 1-11の飛行を全て禁止した。加えて、製造から22年以上が経過している機材の飛行も禁止した。

## 事故調査
ナイジェリア当局が事故調査を行った。EAS航空のマネージャーは事故機は適切な整備を受けていたと話した。また、ロンドンの保険会社であるロイズから代表者が派遣されたと述べた。事故機のエンジンが墜落の4日前に交換されていたことについて、上院から質問がされた。これに対してマネージャーは航空業界ではエンジン交換は珍しいことではないと述べた。フライトデータレコーダー（FDR）とコックピットボイスレコーダー（CVR）は解析のためイギリスに送られた。
ナイジェリアの航空大臣は調査の結果、事故原因はパイロットエラーであると発表した。調査から、事故機のエンジンが大量の粉塵を吸い込み故障したことが判明した。これは、パイロットが滑走路をオーバーランしたにもかかわらず、離陸を継続したためだった。4226便は芝生の上を滑走し、舞い上がった粉塵をエンジンが大量に吸い込んでしまった。